# Direção espiritual

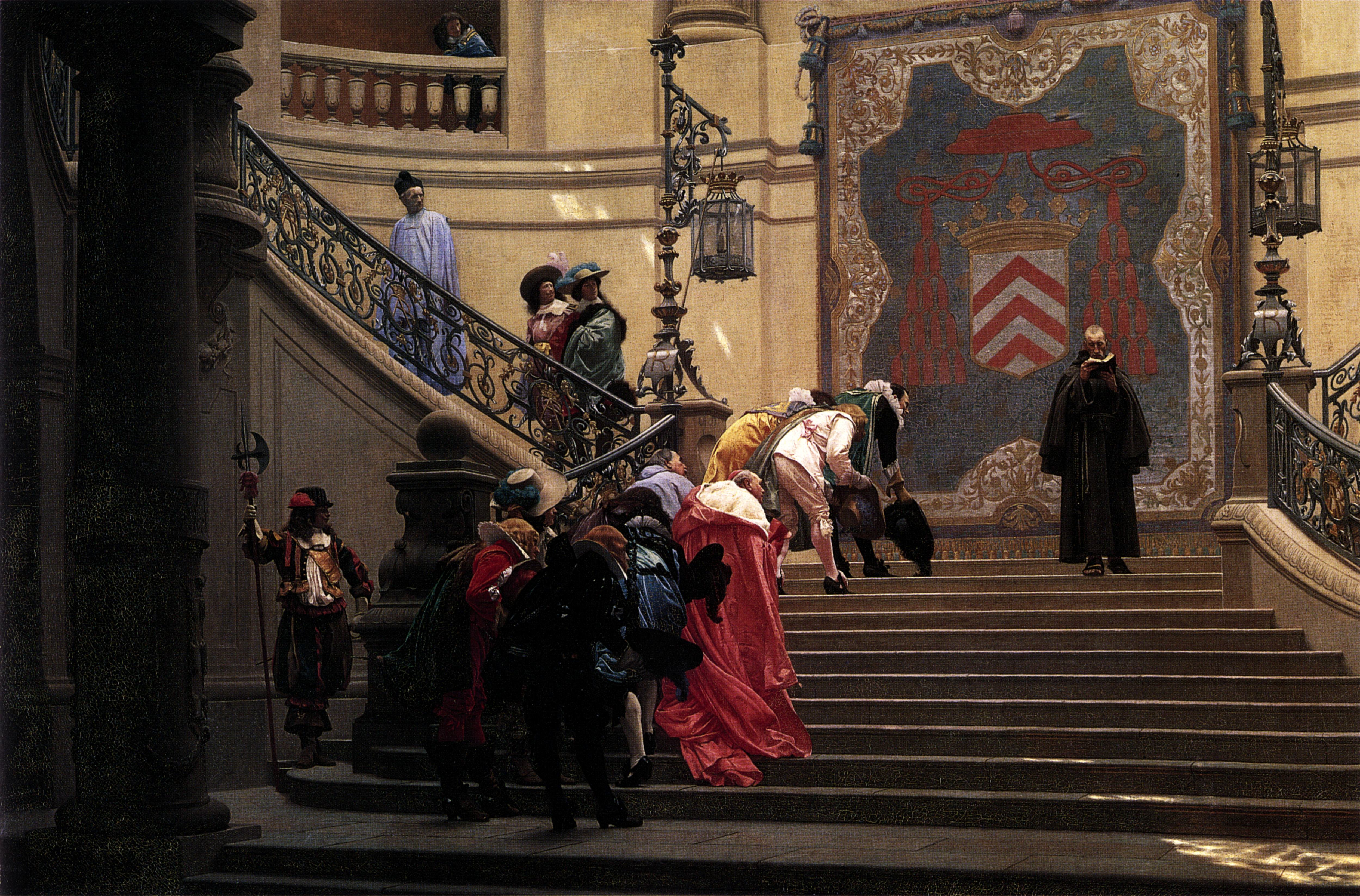
L'Éminence grise, pintura de Gérôme representando a "padre José», diretor espiritual de Richelieu

A direção espiritual, tanto no Catolicismo como na Ortodoxia, consiste em guiar uma pessoa na sua fé. Anteriormente chamado de “diretor de consciência", quem hoje assume essa tarefa é conhecido como"diretor espiritual”, ou mais frequentemente “acompanhante»  ou “guia espiritual». No passado, e até ao Concílio Vaticano II, o diretor espiritual era quase sempre um sacerdote. Hoje, as religiosas e até os leigos, especialmente na tradição inaciana, desempenham um papel de apoio se tiverem recebido uma formação adequada. É mais comum hoje falar de acompanhamento espiritual do que de direção.
A expressão “pai espiritual” também passou para a linguagem comum para designar, fora de qualquer consideração religiosa, uma pessoa que exerce uma influência importante sobre outra pessoa.

## Noção
A noção de direção espiritual implica uma ligação entre a própria fé e a sua aplicação prática, que o catolicismo prontamente descreve como “obras” ou “atos” (acta) regidos por uma disciplina. Esta ligação entre fé e obras afirmada na Epístola de Tiago ("sem obras a fé é morta", Tg 2,17) foi recordada pelo Concílio de Trento, que se opôs à sola fide do protestantismo.
Francisco de Sales, na sua Introdução à Vida Devota, popularizou a noção de discernimento espiritual em todo o mundo e não mais apenas em mosteiros ou conventos.
A mesma noção existe na Igreja Ortodoxa, mas vinda da tradição monástica com diretores espirituais de diferentes mosteiros, como a Nova Jerusalém ou o Mosteiro do Lago Branco. Rasputin conseguiu desempenhar um papel relativamente comparável ao de um starets com a czarina Alexandra Féodorovna e sua família, ou ainda, mais distante da Igreja, Liev Tolstoi, ao mesmo tempo despertador de consciência no quadro da filosofia tolstoiana e discípulo de um diretor de consciência.

## História e literatura
Abbé Bonnet, personagem central de Le Curé de village, romance de Honoré de Balzac, é um diretor de consciência. Personagens comparáveis apimentam os romances de Bernanos, Evelyn Waugh, Mauriac ...
Capuchinhos e Jesuítas desempenham tradicionalmente este papel, desde a fundação das respectivas ordens, com soberanos temporais, nomeadamente com Luís XIV.
O Abade Mugnier, apelidado de "confessor das duquesas", foi o diretor espiritual de muitas personalidades do Faubourg Saint-Germain mas também de Huysmans, cuja "conversão" ocupa a maior parte do seu Journal. O filósofo católico Jacques Maritain teve vários diretores espirituais sucessivos, incluindo Léon Bloy e Réginald Garrigou-Lagrange. Padre Philippe, O.P., desempenhou esta função até à sua morte em 2006, com vários movimentos religiosos, diferentes centros educativos e diversas personalidades.
Os Exercícios Espirituais de Inácio de Loyola representam uma variação da direção espiritual, mas ao contrário de muitas obras de piedade, os Exercícios Espirituais não foram concebidos para serem "lidos" mas "praticados". É fundamental recebê-los de uma pessoa experiente, que tenha experimentado os Exercícios ela mesma, esteja acompanhada e treinada para ministra-los - não basta ser jesuíta ou de espiritualidade inaciana para poder ministrar os exercícios e acompanhar alguém neste caminho.

## Evolução dos pedidos de acompanhamento espiritual
Se o acompanhamento espiritual era antes de tudo um caminho para os crentes que desejavam um guia ou um intercâmbio fraterno para avançar na sua fé, hoje em dia os acompanhantes psicoespirituais são regularmente chamados a intervir junto dos ateus ou de pessoas de todas as confissões em busca de sentido para dar a situações difíceis. eventos. Por ocasião de um luto, de uma doença crônica, de uma separação ou de um acontecimento particular que gera uma perda de sentido ou pontos de referência que questionam o lugar da espiritualidade. Os pedidos de intervenção são um apoio mais breve e único durante um evento difícil. Trata-se então dos companheiros de chegar à pessoa que está no centro daquilo que está vivenciando, de apoiar o questionamento e a possibilidade de se conectar com a parte espiritual que há nele. O ponto de encontro é a abertura ao outro numa relação de iguais que está ao serviço da busca de Deus, da Vida, do Amor. Várias experiências de acompanhamento espiritual são descritas no excelente trabalho de que nos permite compreender melhor onde emergem hoje as necessidades e os pedidos de acompanhamento.